# مقاطعة رد ليك (مينيسوتا)
مقاطعة رد ليك (بالإنجليزية: Red Lake County)‏ هي إحدى مقاطعات ولاية مينيسوتا في الولايات المتحدة الأمريكية.